# 亨利十世 (羅伊斯-埃伯斯多夫)
亨利十世（德語：Heinrich X.，1662年11月29日—1711年6月10日），羅伊斯-埃伯斯多夫伯爵，1678年至1711年在位。

## 家庭
1694年，亨利十世與索爾姆斯-勞巴赫伯爵約翰·腓特烈的女兒厄德穆特·貝妮加（Erdmuthe Benigna）結婚，兩人共有1子2女：
1. 貝妮加·瑪麗（英语：Benigna Marie of Reuss-Ebersdorf）（1695年—1751年）
2. 亨利二十九世（1699年—1747年），羅伊斯-埃伯斯多夫伯爵
3. 厄德穆特·多蘿西亞（英语：Erdmuthe Dorothea of Reuss-Ebersdorf）（1700年—1756年），尼古拉·青岑多夫的妻子